# 嵯峨山 (千葉県)
嵯峨山（さがやま）は、千葉県安房郡鋸南町と富津市との境界にある山である。

## 概要
標高315.5m。房総丘陵の山の一つで鋸山の東側にある。頂上は照葉樹林で展望はなく、北西40mに石祠の展望地がある。三角点峰の西側にある標高300m強の山は、山頂南側斜面に水仙が咲くことから、通称「スイセンピーク」と呼ばれている。12月下旬から2月上旬の水仙の咲く時季には多くのハイカーが訪れる。スイセンピークや富津市釜ノ台の登山口には水仙が多いが、嵯峨山には水仙が無い。

## 主な登山ルート
- 小保田バス停（鋸南町営バス） - 下貫沢-スイセンピーク - 嵯峨山（約1時間半）
- 富津市釜ノ台 - 嵯峨山（約30分）